# Трипалладийскандий
Трипалладийскандий — бинарное неорганическое соединение
палладия и скандия
с формулой Pd3Sc,
кристаллы.

## Получение
- Сплавление стехиометрических количеств чистых веществ:

{\displaystyle {\mathsf {3Pd+Sc\ {\xrightarrow {1450^{o}C}}\ Pd_{3}Sc}}}

## Физические свойства
Трипалладийскандий образует парамагнитные кристаллы
кубической сингонии,
пространственная группа P m3m,
параметры ячейки a = 0,3969 нм, Z = 1,
структура типа тримедьзолота AuCu3
.
Соединение образуется по перитектической реакции при температуре 1450°C.